# Huub Stevens
Huub Stevens (* 29. listopadu 1953 Sittard) je bývalý nizozemský fotbalista, obránce. Po skončení aktivní kariéry působil jako trenér.

## Fotbalová kariéra
Začínal v týmu Fortuna Sittard. V nizozemské lize hrál za PSV Eindhoven. V nizozemské lize nastoupil ve 293 utkáních a dal 15 gólů. S PSV Eindhoven získal třikrát mistrovský titul a jednou nizozemský fotbalový pohár. V Poháru mistrů evropských zemí nastoupil v 10 utkáních a v Poháru UEFA nastoupil ve 35 utkáních. V roce 1978 vyhrál s PSV Eindhoven Pohár UEFA. Za nizozemskou reprezentaci nastoupil v letech 1979-1985 v 18 utkáních a dal 1 gól. Byl členem nizozemské reprezentace na Mistrovství Evropy ve fotbale 1980, nastoupil ve 2 utkáních.

## Ligová bilance
| Ročník                     | Zápasy | Góly | Klub            |
| -------------------------- | ------ | ---- | --------------- |
| 2. nizozemská liga 1970/71 | 8      | 0    | Fortuna Sittard |
| 2. nizozemská liga 1971/72 | 25     | 1    | Fortuna Sittard |
| 2. nizozemská liga 1972/73 | 16     | 0    | Fortuna Sittard |
| 2. nizozemská liga 1973/74 | 35     | 2    | Fortuna Sittard |
| 2. nizozemská liga 1974/75 | 27     | 1    | Fortuna Sittard |
| Eredivisie 1975/76         | 11     | 1    | PSV Eindhoven   |
| Eredivisie 1976/77         | 25     | 0    | PSV Eindhoven   |
| Eredivisie 1977/78         | 30     | 0    | PSV Eindhoven   |
| Eredivisie 1978/79         | 32     | 3    | PSV Eindhoven   |
| Eredivisie 1979/80         | 30     | 4    | PSV Eindhoven   |
| Eredivisie 1980/81         | 29     | 0    | PSV Eindhoven   |
| Eredivisie 1981/82         | 32     | 2    | PSV Eindhoven   |
| Eredivisie 1982/83         | 30     | 1    | PSV Eindhoven   |
| Eredivisie 1983/84         | 26     | 3    | PSV Eindhoven   |
| Eredivisie 1984/85         | 29     | 0    | PSV Eindhoven   |
| Eredivisie 1985/86         | 19     | 1    | PSV Eindhoven   |
| CELKEM 1. nizozemská liga  | 293    | 15   |                 |

## Trenérská kariéra
Trénoval týmy Roda JC Kerkrade, FC Schalke 04, Hertha BSC, 1. FC Köln, Hamburger SV, PSV Eindhoven, FC Red Bull Salzburg, PAOK Soluň, VfB Stuttgart a TSG 1899 Hoffenheim. S Schalke 04 vyhrál v roce 1997 Pohár UEFA a v letech 2001 a 2002 německý fotbalový pohár. S FC Red Bull Salzburg vyhrál v roce 2010 rakouskou ligu.